# Jānis Daliņš
Jānis Daliņš (ur. 5 listopada 1904 w Valmiera, zm. 11 czerwca 1978 w Melbourne) – łotewski lekkoatleta chodziarz, wicemistrz olimpijski i mistrz Europy.
Startował w chodzie na 50 kilometrów. Na igrzyskach olimpijskich w 1932 w Los Angeles zdobył srebrny medal w tej konkurencji. Był to pierwszy medal olimpijski dla Łotwy. Daliņš zwyciężył także w pierwszych mistrzostwach Europy w 1934 rozgrywanych w Turynie. Na igrzyskach olimpijskich w 1936 w Berlinie i na mistrzostwach Europy w 1938 w Paryżu nie ukończył chodu.
Uciekając przed radziecką inwazją na Łotwę w 1940 Daliņš zabrał swą rodzinę (żonę Ellę, synów Ivarsa i Jānisa oraz córkę Rudite) do Australii. Przebywał najpierw w obozie dla uchodźców Bonegilla w stanie Wiktoria. Później pracował jako cieśla w miejscowości Benalla w tym stanie, uczestnicząc w odbudowie domów w powojennej Australii. Potem przeniósł się do Melbourne. Doczekał się siedmiorga wnuków.
Sukcesy Daliņša sprawiły, że chód sportowy stał się popularnym sportem na Łotwie. Dwóch Łotyszy zdobyło także medale olimpijskie w chodzie na 50 kilometrów: Adalberts Bubenko na igrzyskach w Berlinie i Aigars Fadejevs na igrzyskach w 2000 w Sydney.
Daliņš, który jest uważany za najlepszego sportowca przedwojennej Łotwy, do tej pory jest tam znaną postacią. Stadion w jego rodzinnym mieście Valmiera nosi jego imię. Powiedzenie Ak, kaut man Daliņa kājas būtu (Och, gdybym miał(a) nogi Daliņša), pierwotnie tytuł piosenki z lat 30., jest ciągle popularne na Łotwie.